# District de Baixia
Le district de Baixia (白下区 ; pinyin : Báixià Qū) est une subdivision administrative de la province du Jiangsu en Chine. Il est placé sous la juridiction de la ville sous-provinciale de Nankin (Nankin).